# ليسبيديزا ذات اللونين
الليسبيديزا ذات اللونين (باللاتينية: Lespedeza bicolor) نوع نباتي يتبع جنس الليسبيديزا من الفصيلة البقولية المعروفة بقدرتها على تثبيت النيتروجين الجوي من خلال بكتيريا المستجذرة. موطن هذا النوع شرق آسيا في اليابان والصين وشرق روسيا ومنغوليا. تعد من المحاصيل العلفية.